# 神戸医療福祉専門学校三田校
神戸医療福祉専門学校三田校（こうべいりょうふくしせんもんがっこうさんだこう）は、医療・福祉の分野の教育を目的とした学校である。1997年に設立された。兵庫県内の専門学校において最大規模のキャンパスとして注目を浴び、理学療法士・作業療法士・言語聴覚士といったリハビリ職や、救急救命士、義肢装具士など幅広く医療系国家資格の取得に向けた学びを提供している。兵庫県三田市内にある学校だが、神戸近郊、京都府北部(福知山市、綾部市、舞鶴市等)、大阪府といった近畿圏だけでなく、中国地方や四国地方、九州地方など、西日本全域から独自の教育を求めて入学生が集まる。

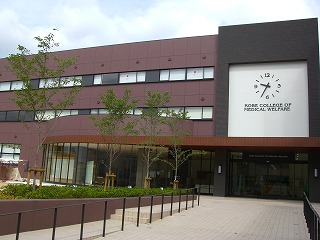
三田校校舎

## 沿革
- 1997年4月 - 三田校開校。
- 2001年4月 - 理学療法士科（4年制）設置認可され開設。
- 2002年4月 - シューフィッターコースを整形靴科へ名称変更。
- 2008年4月 - 義肢装具科（4年制）、作業療法士科（4年制）を開設。

## 運営法人
学校法人神戸滋慶学園

## 設置学科
- 理学療法士科
- 作業療法士科
- 言語療法士科
- 救急救命士科
- 義肢装具士科4年制

## 所在地
兵庫県三田市福島501-85

## 姉妹校
- 神戸医療福祉専門学校中央校

## 交流協定校
- オーストラリア・メルボルン - 国立ラ・トローブ大学
- オランダ・アムステルダム - SVGBスクール
- アメリカ・カリフォルニア州 - サウスウェスタン・カレッジ

## 公式サイト
- 神戸医療福祉専門学校

座標: 北緯34度54分23.4秒 東経135度12分26.3秒 / 北緯34.906500度 東経135.207306度